# Ракотондрасоа, Жан
Жан де Дьё Ракотондрасоа (фр. Jean de Dieu Rakotondrasoa, род. 30 ноября 1976) — мадагаскарский шоссейный велогонщик. Считается одним из лучших велогонщиков в истории страны.

## Карьера
В прошлом фермер, Жан де Дьё начал кататься на велосипеде недалеко от Анказобе. В рамках своей работы он каждый день проезжал 40 километров на своём скромном горном велосипеде, которые отделяли его огород от рынка в Антананариву, чтобы продать ящики с помидорами. Эта прежняя деятельность принесла ему прозвище Ravoatabia (в переводе с малаг. — «помидор») во время его велосипедной карьеры.
Жан де Дьё, являясь хорошим гонщиком и отличным горняком на национальном уровне, получил известность в конце 2004 года, в возрасте 28 лет, став победителем дебютного Тура Мадагаскара. На нём он также выиграл четыре из восьми этапов, а в общем зачёте опередил своего ближайшего преследователя почти на 5 минут, третий призёр гонки отстал более чем на 44 минуты.
В последующие года также отмечался успехами на Туре Мадагаскара. В 2005 году занял только второе место, в 2006 году снова стал победителем в общем зачёте выиграв попутно один из этапов. В 2007 году, несмотря на два выигранных этапа, занял второе место. А в 2008 году стал только третье место. В 2009 и 2010 годах сумел отметиться только победами на этапах. В 2013 году в очередной раз попал на подиум в общем зачёте, заняв третье место.
На чемпионате Мадагаскара несколько раз становился чемпионом в групповой и индивидуальной гонках.
По окончании сезона 2015 года, в возрасте 39 лет, решил завершить карьеру. Однако в 2016 году решил снова вернуться к участию в соревнованиях. В октябре того же года он выиграл этап на гонке Trophée des As. В 2017 году выиграл гонку организованную велосипедной лигой Аналаманги и проходившей на национальной трассе 7. На чемпионате Мадагаскара он занял третье место в индивидуальной гонке и пятое в групповой гонке.
Во время чемпионата Мадагаскара 2018 года впервые финишировал вторым в индивидуальной гонке, отстав на 34 секунды от Жана-Марка Ракотонирина. На следующий день он стал чемпионом в групповой гонке в возрасте 41 года.

## Достижения
2004
Тур Мадагаскара
1-й в генеральной классификации
4-й этап
2005
 Чемпион Мадагаскара — групповая гонка
Тур Мадагаскара
2-й в генеральной классификации
6-й этап
2006
Тур Мадагаскара
1-й в генеральной классификации
11-й этап
2007
3-й на Чемпионат Мадагаскара — групповая гонка
2-й на Чемпионат Мадагаскара — индивидуальная гонка
Тур Мадагаскара
2-й в генеральной классификации
2-й и 3-й этапы
2008
2-й на Чемпионат Мадагаскара — групповая гонка
3-й на Тур Мадагаскара
2009
 Чемпион Мадагаскара — групповая гонка
 Чемпион Мадагаскара — индивидуальная гонка
1-й (TTT) и 7-й этапы на Тур Мадагаскара
2010
Trophée Fihavanana
1-й и 9-й этапы на Тур Мадагаскара
2011
 Чемпион Мадагаскара — групповая гонка
2012
 Чемпион Мадагаскара — групповая гонка
 Чемпион Мадагаскара — индивидуальная гонка
2013
Тур Мадагаскара
3-й в генеральной классификации
7-й этап (TTT)
2014
2-й на Чемпионат Мадагаскара — индивидуальная гонка
2016
1-й этап (ITT) на Trophée des As
3-й на Чемпионат Мадагаскара — индивидуальная гонка
2017
3-й на Чемпионат Мадагаскара — индивидуальная гонка
2018
 Чемпион Мадагаскара — групповая гонка
2-й на Чемпионат Мадагаскара — индивидуальная гонка